# Фаб'єн Клод
Фаб'єн Клод (фр. Fabien Claude, 22 грудня 1994) — французький біатлоніст, чемпіон світу серед юніорів 2014 року в перегонах переслідування, чемпіон Європи серед юніорів 2015 року в спринті, учасник етапів Кубка світу з біатлону.

## Олімпійські ігри
1 медалі (1 срібло)
| Ігри       | Інд. гонка | Спринт | Персьют | Масстарт | Естафета | Змішана естафета |
| ---------- | ---------- | ------ | ------- | -------- | -------- | ---------------- |
| Пекін 2022 | 9          | 21     | 16      | —        | Срібло   | —                |

## Чемпіонати світу
| Чемпіонат        | Інд. гонка | Спринт | Персьют | Масстарт | Естафета | Змішана естафета | Одиночна змішана естафета |
| ---------------- | ---------- | ------ | ------- | -------- | -------- | ---------------- | ------------------------- |
| Гохфільцен 2017  | 25         | —      | —       | —        | —        | —                | Н/Д                       |
| Антерсельва 2020 | 19         | —      | —       | —        | —        | —                | —                         |
| Поклюка 2021     | 41         | 14     | 12      | —        | —        | —                | —                         |

*В олімпійські сезони змагання проводяться тільки з дисциплін, що не входять в програму Ігор.
**Одиночна змішана естафета з'явилася на чемпіонаті 2019 року.